# Elisabeth Mann Borgese
Elisabeth Mann Borgese   (Múnic, 24 d'abril de 1918 - Sankt Moritz, 8 de febrer de 2002) Elisabeth Veronika Mann Borgese, va ser una experta reconeguda internacionalment en dret i polítiques marítimes i en la protecció del medi ambient. Anomenada "la mare dels oceans", ha rebut l'Orde del Canadà i premis dels governs d'Àustria, Xina, Colòmbia, Alemanya, les Nacions Unides i la Unió Mundial per a la Conservació.
Elisabeth Mann era filla de l'autor alemany Thomas Mann i de la seva dona, Katia Mann. Nascuda a Alemanya, a causa de l'ascens del partit nazi es va convertir en ciutadana primer de Txecoslovàquia, després dels Estats Units d'Amèrica i, finalment, del Canadà.
Elisabeth Mann Borgese va treballar com a investigadora sènior al Centre for the Study of Democratic Institutions de Santa Barbara, Califòrnia, i com a professora universitària a la Universitat Dalhousie de Halifax, Nova Escòcia, Canadà. Es va convertir en una defensora de la cooperació internacional i del govern mundial. El 1968 va ser una de les membres fundadores i durant molt de temps l’única membre femenina del Club de Roma. El 1970 va organitzar la primera conferència internacional sobre dret del mar, "Pacem in Maribus" ("Pau als oceans"), a Malta, i va fundar el 1972 l'Institut Internacional de l'Oceà (IOI) a la Royal University of Malta. Del 1973 al 1982, Mann Borgese va ajudar a desenvolupar la Convenció de les Nacions Unides sobre el Dret del Mar (UNCLOS). També va ajudar a establir el Tribunal Internacional per al Dret del Mar.

## Biografia

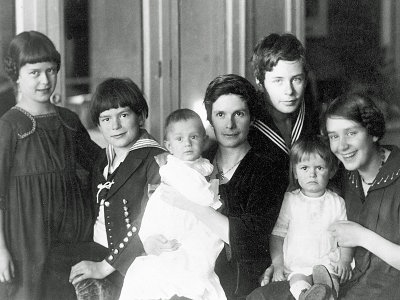
Katia Mann amb nens (aproximadament el 1919). D’esquerra a dreta: Monika, Golo, Michael, Katia, Klaus, Elisabeth, Erika

Elisabeth Veronika Mann va néixer a Múnic, Alemanya, la filla menor de Katia Pringsheim i l’autor alemany Thomas Mann, i neboda del novel·lista Heinrich Mann. Els seus germans i germanes són Klaus, Erika (esposa de WH Auden), Golo, Monika i Michael Mann.
La família Mann va deixar Alemanya després que Adolf Hitler arribés al poder i es va traslladar primer a Suïssa. L'11 de febrer de 1933, Thomas Mann i la seva dona Katje van deixar Múnic en el que estava previst com una gira de conferències. En poques setmanes se'ls va advertir que el partit nazi, que acabava d'arribar al poder, es movia contra ells. La seva casa, els seus béns i els llibres publicats van ser confiscats. Es va advertir a Mann que havia de romandre a l'estranger, però depenia de la ciutadania alemanya per obtenir un passaport vàlid. :1–3 Va explorar la possibilitat d'obtenir la ciutadania a Àustria, Suïssa o Txecoslovàquia.:7–15 A partir del 19 de novembre de 1936, al pare i als altres membres de la família, inclosos els fills menors Elisabeth i Michael, se'ls va concedir la ciutadania txecoslovaca. :14–18
Elisabeth va estudiar piano i violoncel al Conservatori Superior de Música de Zúric, Suïssa, i va obtenir una llicenciatura en Arts clàssiques i un diploma al Conservatori Superior de Música de Zuric el 1938. Entre els músics, és coneguda per la seva traducció a l'anglès de Harmonielehre (1906), de Heinrich Schenker. Com a conseqüència de les excisions de l'editor, Oswald Jonas, la traducció de Mann Borgese Harmony (1954) queda “una mica allunyada del que en realitat va escriure el mateix Schenker”. Tot i això, la seva traducció va ser durant molts anys una de les poques versions disponibles. :138
El 10 de febrer de 1938, Thomas Mann va viatjar als Estats Units en una gira de conferències; en què Elisabeth acompanyava els seus pares. Després de l'annexió d'Àustria el 12 de març de 1938, va intentar esdevenir ciutadà dels Estats Units. :29–31 Després de l'ocupació alemanya de Txecoslovàquia, els seus passaports txecoslovacs ja no es van considerar vàlids i el 1941 van esdevenir ciutadans dels Estats Units.

## Matrimoni
Elisabeth Mann es va casar amb l'escriptor italià antifeixista i professor de literatura Giuseppe Antonio Borgese (1882-1952) el 1939. Van tenir dues filles, Angèlica (nascuda el 1941) i Dominica (nascuda el 1944). Mann Borgese també va tenir un fill adoptiu, Marcel Deschamp Borgese.

## Universitat de Chicago
Mann Borgese es va traslladar a Chicago amb el seu marit, que va ensenyar a la Universitat de Chicago. Amb Richard McKeon i Robert Hutchins, GA Borgese va formar el Comitè interdisciplinari per emmarcar una constitució mundial, que va publicar un esborrany preliminar de constitució mundial el 1948. Elisabeth va ser la secretària del comitè i va editar la seva revista, Common Cause, que va ser publicada per la University of Chicago Press entre els anys 1947-1951. El 1952, GA Borgese va morir a Fiesole, Itàlia.
A mitjan anys seixanta, Mann Borgese va treballar com a editora, investigadora i traductora a Chicago. Va ser editora de Publicacions Interculturals de la Fundació Ford del 1952 al 1964. Va ser durant dos anys la secretària executiva del consell de l’Encyclopædia Britannica. Va treballar com a traductora amb Max Rheinstein, que va ajudar a establir l'estudi del dret comparat als Estats Units. Va ajudar Rheinstein i Edward A. Shils a traduir parts de Wirtschaft und Gesellschaft, de Max Weber, publicat com Max Weber On Law In Economy And Society.
Va experimentar amb l'escriptura de ciència-ficció, publicant diverses històries el 1959, que es van recollir a l’antologia, To Whom It May Concern (1960). El pessimisme de la seva ficció especulativa contrasta amb el seu optimisme habitual. El 1963, Borgese va publicar The Ascent of Woman, una obra sociològica que suggeria que les dones estaven en procés de convertir-se en "autènticament iguals que els homes".
Elisabeth va viure amb el psiquiatre i escriptor Corrado Tumiati (1885-1967) des de 1953 fins a la seva mort, el 1967.

## Centre d’Estudi de les Institucions Democràtiques
Amb Robert Hutchins i altres, Elisabeth es va traslladar al Centre d’Estudis d’Institucions Democràtiques de Santa Barbara, Califòrnia, on va ocupar el càrrec de Senior Fellow del 1964 al 1978. Va escriure àmpliament sobre temes com la pau, el desarmament, els drets humans, el desenvolupament mundial i el dret del mar. Quan la Constitució del món es va tornar a publicar el 1965, Elisabeth Mann Borgese va proporcionar una introducció crítica. El 1967 va començar a centrar-se específicament en el dret marí, treballant amb Wolfgang Friedmann i Arvid Pardo, llavors ambaixador de Malta als Estats Units. El 1968, va publicar The Ocean Regime, una primera proposta per a una agència internacional encarregada de la cura dels recursos oceànics, inclosa l'alta mar i la plataforma continental. El 1970, als 52 anys, Mann Borgese s'havia consolidat com una experta internacional en oceans.
Va ser la iniciadora i organitzadora de la primera conferència internacional sobre dret del mar, celebrada a Malta el 1970, amb el títol de "Pacem in Maribus" ("La pau als oceans"). També va fundar l'Institut Internacional de l'Oceà (IOI). Ara té més de 20 centres a tot el món.
Va ser la fundadora i editora sènior de la publicació principal de l'International Ocean Institute, The Ocean Yearbook, que va aparèixer per primera vegada el 1978. i l'editora d'Ocean Frontiers (1992). També ha publicat contes, llibres infantils i una obra de teatre. Va ser editora d'Intercultural Publications del 1952 al 1964 i investigadora associada i editora de Common Cause, a la Universitat de Chicago (1946–52).
Del 1973 al 1982, Mann Borgese va formar part del grup d'experts de la delegació austríaca durant el desenvolupament de la Convenció de les Nacions Unides sobre el Dret del Mar (UNCLOS). Va actuar com a assessora de l'ambaixador Karl Wolf, que va dirigir la delegació austríaca a la UNCLOS III. També va ajudar a establir el Tribunal Internacional per al Dret del Mar.

## Universitat Dalhousie
El 1979, Mann Borgese va acceptar una beca d’un any com a becària sènior de Killam a la Universitat Dalhousie, a Halifax, Nova Escòcia, Canadà. Convidada a romandre-hi, es va convertir en professora de ciències polítiques a Dalhousie el 1980 i professora adjunta de dret el 1996. Va ensenyar dret marítim i ciències polítiques, incloent un programa especial d'estiu internacional per a funcionaris. Va continuar treballant internacionalment, inclosa la consultoria per a organitzacions internacionals com l'ONUDI, la UNESCO i el Banc Mundial.

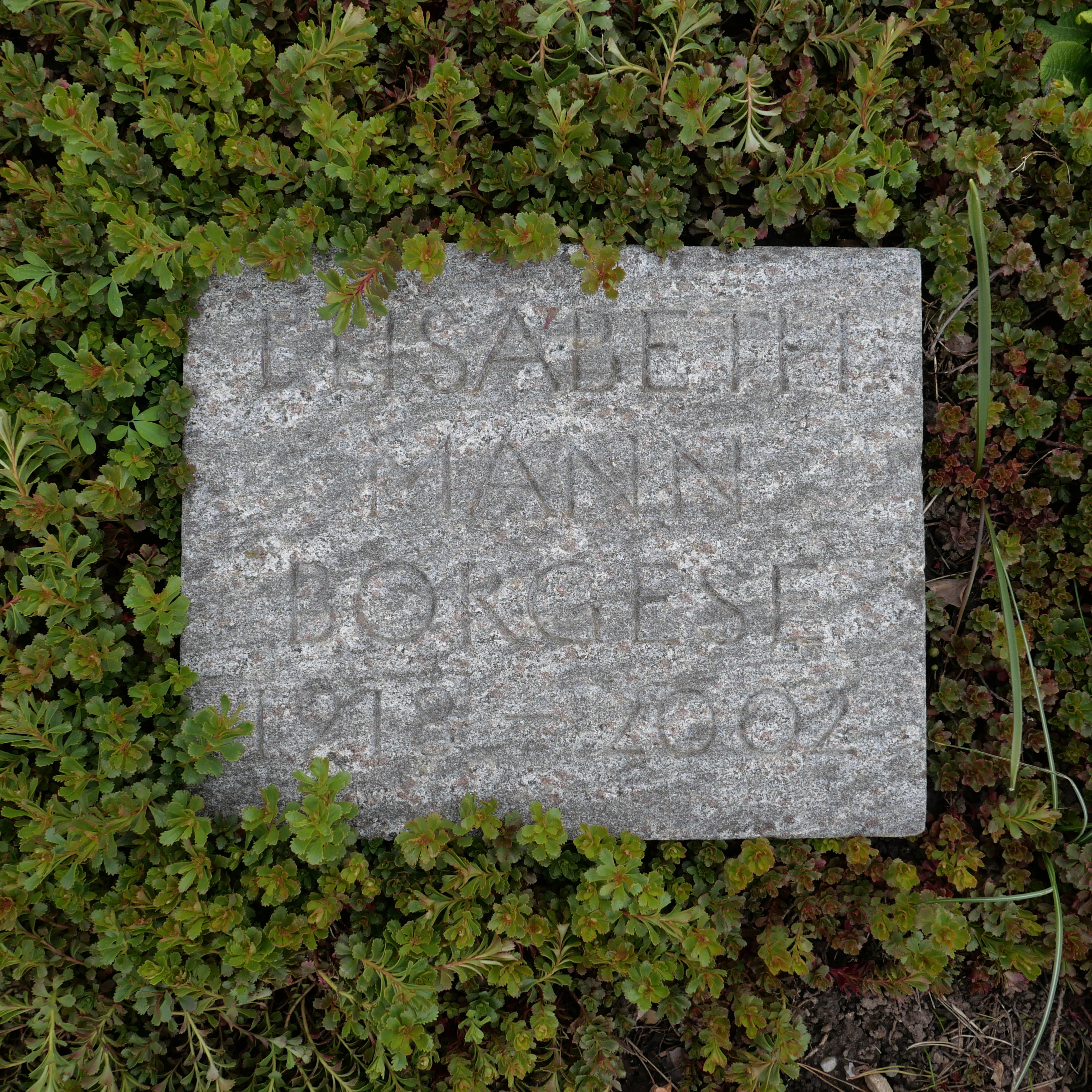
La tomba de Mann Borgese a la tomba familiar al cementiri de Kilchberg.

El 1983, Elisabeth Mann Borgese es va convertir en ciutadana canadenca. Ella vivia en una casa a Sambro Head, davant de l'oceà, a prop de Sambro, Nova Escòcia.
Del 1987 al 1992, Mann Borgese va exercir de presidenta del Centre Internacional per al Desenvolupament Oceànic. Va ajudar a desenvolupar programes de gestió oceànica per formar persones de països en desenvolupament de tot el món.
Elisabeth Mann Borgese va morir inesperadament el 8 de febrer de 2002, als 83 anys, durant unes vacances d’esquí a St. Moritz, Suïssa.

## Premis i distincions
- 1982, Cross for High Merit, Government of Canada[36]
- 1988, Orde del Canadà, governador general del Canadà.[41] El seu esment per a aquest premi deia: Autèntica ciutadana del món, ha estat implicada en una sèrie de qüestions globals i ha estat una portaveu de confiança i defensora dels drets dels països del Tercer Món. Actualment directora associada de l'Institut Lester Pearson per al Desenvolupament Internacional i defensora de la cooperació internacional, és reconeguda com una autoritat sobre el Dret del Mar i és respectada pel seu coneixement indiscutible, les seves excel·lents habilitats de lideratge i el seu compromís amb un millor futur per a tots[42]

- 1987, Premi Sasakawa del Medi Ambient de les Nacions Unides[36][43]
- 1988, Medalla d'Or, Foundation for International Studies, Malta[7]
- 1992, Orde de Colòmbia, Govern de Colòmbia
- 1993, Premi Internacional de Medi Ambient de Sant Francesc d’Assís[44]
- 1996, Orde al Mèrit de la República Federal d'Alemanya[45]
- 1999, Medalla d’Or Muenchen Leuchtet, Ciutat de Múnic, Alemanya[46]
- 1999, Medalla Caird, Museu Marítim Nacional, Greenwich, Londres, Anglaterra[47]
- El 2001, Mann Borgese va ser nominat, juntament amb l'Institut Internacional de l'Oceà, per al Premi Nobel de la Pau, però no va rebre el premi.[20]
- 2002, Gosses Bundesverdienstkreuz (Creu del Comandant de l'Ordre del Mèrit), Govern d'Alemanya[48][49]
- 2018, emissió d’un segell de Deutsche Post en honor del 100è aniversari del seu naixement[8]
- Medalla a l'Alt Mèrit (Hohes Verdienstkreuz, Grosse Ehrenzeichen für Verdienste um die Republik Österreich[24]), Govern d'Àustria
- Premi d'Amistat, Govern de la República Popular de la Xina
- Membre d’honor, UICN, The World Conservation Union

Mann Borgese va rebre diversos títols honorífics, incloent un doctor honoris causa en humanitats per la Universitat Mount St. Vincent a Halifax (1986), un per la Universitat Concordia de Montreal el 1997, i un doctorat en Dret per la Universitat Dalhousie el 1998, als 80 anys.
Entre els premis atorgats al seu nom s'inclouen els Elisabeth-Mann-Borgese-Meerespreis, establerts el 2006 pel govern estatal de Schleswig-Holstein, Alemanya.

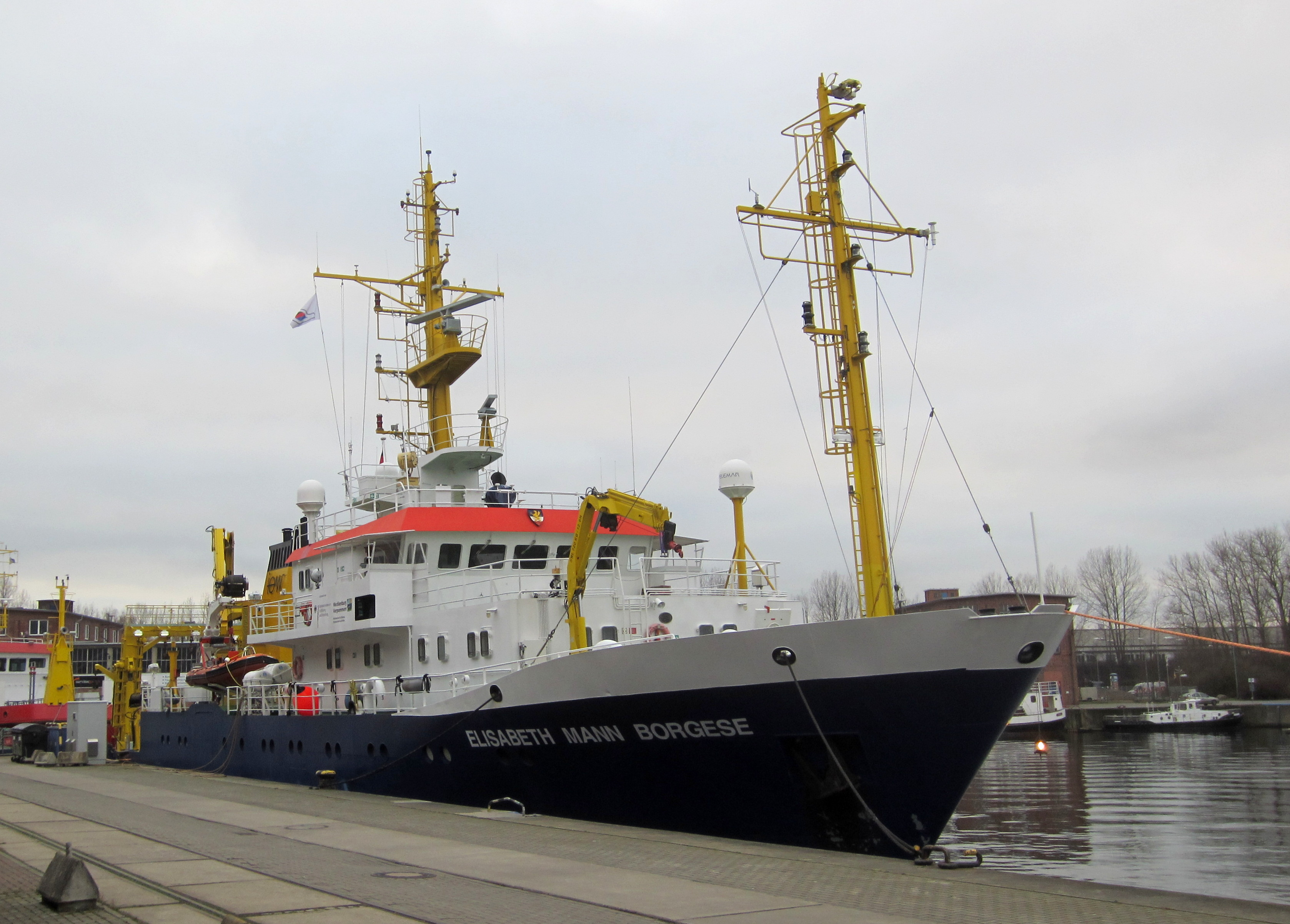
El vaixell de recerca Elisabeth Mann Borgese al port de Rostock

## Vaixell de recerca "Elisabeth Mann Borgese"
El vaixell "Elisabeth Mann Borgese", batejat el 2011, té la mar Bàltica com a principal àrea d'operacions. Amb 56,5 metres d'eslora i totalment equipat per a la investigació marina civil, té un total de 97 m² d'espai de laboratori. Està capacitat per allotjar dotze científics i una tripulació d'onze persones. Navega actualment sota la bandera de Alemanya.

## Arxius
El fons Elisabeth Mann Borgese, MS-2-744, Dalhousie University Archives, Dalhousie University es va adquirir mitjançant cinc accessions diferents, de la finca d’Elisabeth Mann Borgese (2002-2003), de l’ Institut Internacional de l'Oceà (2009) i de Betsy B. Baker (2013). La digitalització del fons Elisabeth Mann Borgese ha tingut el suport de donacions de Nikolaus Gelpke.
Una exposició centrada en la seva vida i obra, "Elisabeth Mann Borgese and the Drama of the Oceans", va ser desenvolupada pel Buddenbrookhaus de Lübecker Museen a Lübeck, Alemanya, per mostrar-la el 2012 i com a exposició visitant el 2013 a Kiel i Berlín.

## Obres publicades
Mann Borgese va publicar àmpliament. A més d’obres relacionades amb les relacions internacionals, el dret del mar, el medi ambient i el desenvolupament mundial, va escriure llibres per a nens, obres de teatre i un estudi sobre la comunicació animal.

### Recerca i altres no ficcions
- Borgese, Elisabeth Mann. The Oceanic Circle: Governing the Seas as a Global Resource.  Nova York: United Nations University Press, 1998. ISBN 92-808-1013-8.
- Borgese, Elisabeth Mann. Ocean Governance and the United Nations.  Halifax: Centre for Foreign Policy Studies, Dalhousie University, 1995. ISBN 92-808-1013-8.
- Borgese, Elisabeth Mann. The Future of the Oceans. A Report to the Club of Rome. With a Preface by Alexander King.  Montreal: Harvest House, 1986.
- Borgese, Elisabeth Mann. Some Preliminary Thoughts on the Establishment of a World Space Organisation.  Ottawa: Canadian Institute for International Peace and Security, 1987.
- Borgese, Elisabeth Mann. The Mines of Neptune: Minerals and Metals from the Sea.  Nova York: Harry N. Abrams, 1985.
- Borgese, Elisabeth Mann. Seafarm: The story of aquaculture.  Nova York: Harry N. Abrams, 1980.
- Borgese, Elisabeth Mann. The drama of the oceans.  Nova York: H.N. Abrams, 1975. ISBN 0-8109-0337-7.
- Borgese, Elisabeth Mann. The ocean regime: A suggested statute for the peaceful uses of the high seas and the sea-bed beyond the limits of national jurisdiction.  Santa Barbara, California: Center for the Study of Democratic Institutions, 1968.[22]
- Borgese, Elisabeth Mann. The Ascent of Woman.  Nova York: G. Braziller, 1963. ISBN 9780307362605.

### Ficció
- "El peix immortal" (1957)
- "En venda, raonable" (1959)
- " True Self " (1959)
- "El gemec de Twin" (1959)
- A qui pot preocupar (1960)
- "My Own Utopia" (1961) (epíleg de La pujada de la dona)